# Gaelic Storm
Gaelic Storm ist eine international besetzte Celtic-Rock-Band aus Kalifornien.

## Geschichte
Gaelic Storm wurde 1996 als Kneipenband in Santa Monica im Großraum Los Angeles gegründet. Bekannt wurden sie, als sie in dem Film Titanic (1997) auf dem Zwischendeck traditionelle irische Lieder spielten. Im Film gespielt wurden Blarney Pilgrim (Jig), John Ryan's Polka, Kesh Jig und Drowsy Maggie (Reel). Damals bestand die Band aus Patrick Murphy, Stephen Wehmeyer, Steve Twigger, Samantha Hunt und Shep Lonsdale. Die Band erhielt einen Plattenvertrag mit dem Label Higher Octave. Ihr Debütalbum Gaelic Storm erreichte in den US-Weltmusikcharts Platz 5. Im Jahr 2010 erreichte ihr Album What’s the Rumpus? die Billboard 200 Bestenliste. Im Jahr 2015 kamen sie mit Matching Sweaters auf Platz 60 der Billboard 200.
Im Laufe der Zeit änderte sich die Besetzung, vom Film-Line-up ist nur noch Sänger Murphy und Gitarrist Twigger geblieben.

## Mitglieder
Besetzung 2016
- Patrick Murphy (* 20. Oktober 1970 in Irland), Sänger, Akkordeon
- Steve Twigger (* in Coventry), Gitarre, Mandoline
- Ryan Lacey (aus Bakersfield) Perkussion, seit 2003 Mitglied
- Pete Purvis (aus Ottawa), Dudelsack, Tin Whistle, Tamburin, seit 2004 Mitglied
- Kiana June Weber (* in Michigan), Violine, seit 2012 Mitglied

Ehemalige Mitglieder
- Stephen Wehmeyer (Bodhrán)
- Samantha Hunt (Fiddle)
- Shep Lonsdale (Djembé)

## Diskografie
Alben

| Jahr | Titel                                            | Höchstplatzierung, Gesamtwochen, AuszeichnungChartplatzierungen (Jahr, Titel, Platzierungen, Wochen, Auszeichnungen, Anmerkungen) | Höchstplatzierung, Gesamtwochen, AuszeichnungChartplatzierungen (Jahr, Titel, Platzierungen, Wochen, Auszeichnungen, Anmerkungen) | Anmerkungen |
| Jahr | Titel                                            | US | World Music | Anmerkungen |
| ---- | ------------------------------------------------ | --- | --- | ----------- |
| 1998 | Gaelic Storm                                     | — | World Music5 (35 Wo.)World Music                                                                                                  |             |
| 1999 | Herding Cats                                     | — | World Music12 (6 Wo.)World Music                                                                                                  |             |
| 2001 | Tree                                             | — | World Music2 (18 Wo.)World Music                                                                                                  |             |
| 2003 | Special Reserve                                  | — | World Music2 (8 Wo.)World Music                                                                                                   | Kompilation |
| 2004 | How Are We Getting Home?                         | — | World Music3 (8 Wo.)World Music                                                                                                   |             |
| 2006 | Bring Yer Wellies                                | — | World Music2 (13 Wo.)World Music                                                                                                  |             |
| 2008 | What’s the Rumpus?                               | US177 (1 Wo.)US | World Music1 (26 Wo.)World Music                                                                                                  |             |
| 2010 | Cabbage                                          | US73 (1 Wo.)US | World Music1 (41 Wo.)World Music                                                                                                  |             |
| 2012 | Chicken Boxer                                    | US73 (1 Wo.)US | World Music1 (30 Wo.)World Music                                                                                                  |             |
| 2013 | The Boathouse                                    | — | World Music1 (21 Wo.)World Music                                                                                                  |             |
| 2014 | Full Irish: The Best of Gaelic Storm – 2004-2014 | US169 (1 Wo.)US | World Music4 (29 Wo.)World Music                                                                                                  | Kompilation |
| 2015 | Matching Sweaters                                | US60 (1 Wo.)US | World Music1 (26 Wo.)World Music                                                                                                  |             |